# Kanton Reims-9
Kanton Reims-9 is een kanton van het Franse departement Marne. Kanton Reims-9 maakt deel uit van het arrondissement Reims. Het telt 23 555 inwoners in 2017.

## Gemeenten
Kanton Reims-9 omvat enkel een deel van de gemeente Reims.
Na de herindeling van de kantons bij decreet van 21 februari 2014, met uitwerking in maart 2015, omvat het nog steeds een deel van de stad Reims, maar met verschillende begrenzing.